# サッカールワンダ代表
サッカールワンダ代表（サッカールワンダだいひょう、Rwanda national football team）は、ルワンダサッカー連盟によって編成されるルワンダのサッカーのナショナルチームである。ホームスタジアムは首都、キガリにあるスタッド・アマホロ。

## FIFAワールドカップの成績
| 開催国 / 年 | 結果                             | 開催国 / 年 | 結果     |
| ----------- | -------------------------------- | ----------- | -------- |
| 1930        | ベルギー統治下のため 参加できず  | 1982        | 不参加   |
| 1934        | ベルギー統治下のため 参加できず  | 1986        | 不参加   |
| 1938        | ベルギー統治下のため 参加できず  | 1990        | 棄権     |
| 1950        | ベルギー統治下のため 参加できず  | 1994        | 不参加   |
| 1954        | ベルギー統治下のため 参加できず  | 1998        | 予選敗退 |
| 1958        | ベルギー統治下のため 参加できず  | 2002        | 予選敗退 |
| 1962        | FIFA非会員であったため参加できず | 2006        | 予選敗退 |
| 1966        | FIFA非会員であったため参加できず | 2010        | 予選敗退 |
| 1970        | FIFA非会員であったため参加できず | 2014        | 予選敗退 |
| 1974        | FIFA非会員であったため参加できず | 2018        | 予選敗退 |
| 1978        | 不参加                           | 2022        | 参加予定 |
| 合計        | 出場0回                          | 出場0回     | 出場0回  |

## アフリカネイションズカップの成績
| 1957 | ベルギー統治下のため 参加できず                | 1978 | 不参加   | 1998 | 不参加        | 2017 | 予選敗退 |
| 1959 | ベルギー統治下のため 参加できず                | 1980 | 不参加   | 2000 | 予選敗退      | 2019 | 予選敗退 |
| 1962 | ベルギー統治下のため 参加できず                | 1982 | 予選敗退 | 2002 | 予選敗退      | 2021 | 予選敗退 |
| 1963 | CAF非会員により参加できず                      | 1984 | 予選敗退 | 2004 | 1次リーグ敗退 |      |          |
| 1965 | CAF非会員により参加できず                      | 1986 | 不参加   | 2006 | 予選敗退      |      |          |
| 1968 | CAF非会員により参加できず                      | 1988 | 棄権     | 2008 | 予選敗退      |      |          |
| 1970 | CAF非会員により参加できず                      | 1990 | 不参加   | 2010 | 予選敗退      |      |          |
| 1972 | CAF非会員により参加できず                      | 1992 | 不参加   | 2012 | 予選敗退      |      |          |
| 1974 | CAF非会員により参加できず                      | 1994 | 不参加   | 2013 | 予選敗退      |      |          |
| 1976 | 予選参加時点で CAF非会員であったため参加できず | 1996 | 不参加   | 2015 | 失格          |      |          |

## 歴代監督
- オットー・フィスター (1972–1976)
- メティン・トゥレル (1991)
- ロンギン・ルダシンワ (1998–1999)
- ルディ・グーテンドルフ (1999–2000)
- ロンギン・ルダシンワ (2000–2001) (監督代行)
- ラトミル・ドゥイコヴィッチ (2001–2004)
- ロジャー・パルムグレン (2004–2005)
- ミヒャエル・ネース (2006–2007)
- ヨジップ・クゼ (2007–2008)
- ラウル・シュング (2008) (監督代行)
- ブランコ・トゥチャク (2008-2009)
- エリック・ンシミイマナ (2009–2010) (監督代行)
- セラス・テテー (2010–2011)
- ミルティン・スレドイェヴィッチ (2011–2013)
- エリック・ンシミイマナ (2013–2014)
- スティーブン・コンスタンティン (2014–2015)
- リー・ジョンソン (2015) (監督代行)
- ジョニー・マッキンストリー (2015-2016)
- ギルバート・カニャンコレ (2016) (監督代行)
- ジミー・ムリサ (2016) (監督代行)
- アントワーヌ・ヘイ (2017–2018)
- ヴィンセント・マシャミ (2018-2022)
- カルロス・アロス（英語版） (2022-2023)
- ジェラール・ブシャー（英語版） (2023) (監督代行)
- トルステン・シュピットラー（英語版） (2023-)

## 歴代選手
- ジハード・ビジマナ (2015- )